# Королівський Степан Мефодійович
Степан Мефодійович Королівський (3 (16) серпня 1904, Катеринівка — 1 листопада 1976, Харків) — український радянський історик педагог, доктор історичних наук (з 1969 року), професор (з 1961 року), дослідник революційних подій в Україні в період 1917–1918 років.

## Біографія
Народився 3 (16 серпня) 1904 року в селі Катеринівці (нині Петропавлівського району Дніпропетровської області) в селянській родині. У 1927 році закінчив Харківський інститут народної освіти. З 1928 року викладав у вищих навчальних закладах Харкова, зокрема з 1933 по 1976 рік — у Харківському державному університеті імені О. М. Горького, де з 1945 року завідував кафедрою історії СРСР.
Член ВКП(б) з 1930 року. Учасник німецько-радянської війни.
Помер в Харкові 1 листопада 1976 року.

## Праці
Автор понад 100 наукових і науково-популярних праць, які вийшли як окремими виданнями, так і у вигляді статей в журналах, збірниках наукових праць загальним обсягом близько 150 друкованих аркушів. Крім того, під його редакцією вийшли монографії, навчальні посібники, збірники статей, документів і матеріалів — загальним обсягом близько 700 друкованих аркушів.
Був членом редакційної колегії і співавтором тому 5 «Історії Української РСР».

## Відзнаки
Лауреат Державної премії УРСР в галузі науки і техніки (1969; за двотомну працю «Перемога Великої Жовтневої соціалістичної революції на Україні»).
Нагороджений орденом Леніна, іншими нагородами.